# Násobič napětí

Příklad násobiče napětí

Násobič napětí je měnič napětí sestavený z diod a kondenzátorů, který mění střídavé napětí na stejnosměrné napětí o několikanásobně vyšší hodnotě.
Obvod je zapojen tak, aby jedna půlperioda střídavého proudu nabíjela kondenzátory paralelně, a druhá (opačná) perioda je v sériovém zapojení vybila. Pro jednu dvojici diody s kondenzátorem vznikne na výstupu dvojnásobek vstupního napětí. Tento základní obvod je možno kaskádovitě opakovat a vytvořit tak výstup s mnohonásobně vyšším napětím.

## Využití
Násobič napětí se využíval jako levná a malá náhražka za transformátor tam, kde byl třeba jen malý odběr proudu o vysokém napětí. Příkladem mohou být starší elektronické lapače hmyzu, v nichž se ze síťového napětí (220 V) vyrobilo napětí až několik tisíc voltů, sloužící ke spalování hmyzu. Také starší televizory používají násobič napětí jako zdroj anodového napětí pro CRT obrazovku.
Toto zapojení se využívá rovněž ve fyzice a všude tam kde je třeba jednoduše vyrobit stejnosměrné vysoké napětí, protože zajišťuje výhodné prostorové rozložení napětí. Na jednom stupni je v ideálním případě napětí odpovídající dvojnásobku amplitudy napětí zdroje ze kterého je napájen. Zařízení na tomto principu se nazývá kaskádový generátor.
Obecně se zapojení na podobném principu nazývají nábojové pumpy, používají se v elektronice tam kde je potřeba levný zdroj napětí s nízkým výkonem. Např. může jít o konvertory úrovní pro sériovou linku standardu RS-232 jako je obvod MAX232.
Byly využívány ve zdrojích, kde střídavé napětí nestačilo k získání dostatečně vysokého stejnosměrného napětí, jako byly přijímače bez transformátoru při síťovém napětí 110 až 125 V.
S ohledem na bezpečnost práce není při domácích experimentech vhodné toto zapojení připojovat přímo na síťové napětí.